# Renata Colombo
Renata Colombo, conhecida nacional e internacionalmente como Renatinha, (Birigui, 25 de fevereiro de 1981) é uma jogadora brasileira de voleibol. Renatinha foi campeã do Grand Prix, da Copa dos Campeões e da Copa Pan-Americana. Além disso, possui como destaque individual em competições, títulos de melhor atacante e melhor pontuadora em campeonatos nacionais.

## Carreira
Renatinha, começou a jogar vôlei em sua cidade natal, Birigui, no interior paulista, aos doze anos por achá-lo um esporte dinâmico e de bonitas jogadas.
Profissionalmente, a primeira equipe foi o Votuporanga Clube, em Votuporanga, cidade vizinha à Birigui no interior paulista, na categoria infanto. Mais tarde, jogou por outros diversos clubes até obter sua afirmação na equipe carioca Rexona-AdeS, onde jogou por três anos. Posteriormente, jogou no time japonês Toyota Autobody Queenseis.
No fim de 1999, ao submeter-se a uma cirurgia para a retirada das amígdalas, Renata descobriu um tumor na coluna cervical. Isto a fez interromper sua carreira por um ano e três meses – entre a cirurgia para a retirada do tumor, a colocação de uma placa de titânio e a recuperação. Em 2001, contrariando as expectativas dos médicos, Renatinha voltou a jogar. Foi considerada a melhor atacante na Liga do Vale Paulista - no ano de seu retorno -, pelo São José dos Campos e no Salonpas - pelo BCN/Osasco.
Entre seus arquivamentos individuais nos anos seguintes estão os títulos seguidos de melhor atacante na competição mais importante do Brasil - a Superliga Feminina de Vôlei - por duas equipes diferentes: 2004-2005, pelo Oi/Campos, e 2005-2006, pelo Rexona-AdeS. Foi também a maior pontuadora pelo Oi/Campos na Superliga 2004-2005.
Destaque na equipe do Oi/Campos na temporada 2004-2005, foi convocada pela primeira vez para a Seleção Feminina Brasileira de Vôlei adulta e posteriormente contratada pelo Rexona-AdeS, onde trabalhou com o técnico Bernardo Rezende, o Bernardinho, e que até hoje continua no comando do Rexona-AdeS.
Em 2008, em sua primeira temporada jogando no Japão, já conquistou o seu primeiro título, a Copa do Imperador pelo Toyota Autobody Queenseis. No final do ano, foi eleita a melhor estrangeira pelo Troféu Melhor do Vôlei, além de ter sido, com 668 pontos, a maior pontuadora da Liga Japonesa desta mesma temporada.
Em 2009, em suas férias no Brasil, a jogadora disputou algumas partidas pela equipe do Vôlei Futuro de Araçatuba, ajudando a equipe a conquistar o vice campeonato dos 73° Jogos Abertos do Interior, em São Caetano do Sul, além de ter ajudado também a equipe a chegar ao 4° lugar no campeonato paulista, antes de voltar para mais uma temporada no Toyota Autobody Queenseis, no Japão.
Na temporada 2010/2011, a oposto jogou no Chateau d'Ax Urbino Volley da Itália. A equipe além de jogar a Liga Italiana A1, também disputou a CEV Cup , onde o Chateau D'Ax Urbino Volley venceu os dois jogos contra o Dinamo Krasnodar e sagrou-se Campeão. Na liga Italiana o time foi eliminado nas quartas de finais pelo Yamamay Busto Arsizio. Nas épocas 2016-2017 e 2017-2018 esteve ao serviço do Fluminense, tendo-se mudado na época seguinte para o SESC do Rio de Janeiro.
Na temporada de 2020-21, passou atuar fora do país, desta vez em Portugal, quando foi contratada pelo AJM/FC Porto conquistando a nona posição na CEV Cup de 2020-21, foi campeã da Supertaça Portuguesa de 2020, terceiro lugar na Copa de Portugal de 2021 e do Campeonato Português de 2020-21, título inédito pro clube.Na jornada 2021-22 renovou com AJM/FC Porto sagrou-se campeã da Supertaça Portuguesa de 2021, terceiro lugar na Taça de Portugal de 2022, disputou a CEV Cup de 2021-22, finalizando na nona posição e foi campeã do Campeonato Português de 2021-22, e renovou com o clube para a jornada esportiva de 2022-23.

## Principais resultados

### Infanto e Juvenil
| Equipe              | 1996             | 1997             | 1999       |
| ------------------- | ---------------- | ---------------- | ---------- |
| Votuporanga Clube   | Campeonato SP 1º |                  |            |
| Campo de Piracicaba |                  | Campeonato SP 1º |            |
| BCN/Osasco          |                  |                  | Copa SP 1º |

### Adulto

#### 1996 - 2006
| Equipe              | Competição          | 96 | 97 | 98 | 99 | 00 | 01 | 02 | 03 | 04 | 05 | 06 |
| ------------------- | ------------------- | -- | -- | -- | -- | -- | -- | -- | -- | -- | -- | -- |
| Votuporanga         | Torneio Início SP   | 2º |    |    |    |    |    |    |    |    |    |    |
| Campo de Piracicaba | Torneio Início SP   |    | 1º |    |    |    |    |    |    |    |    |    |
| BCN/Osasco          | Jogos Abertos SP    |    |    | 1º |    |    |    |    |    |    |    |    |
| BCN/Osasco          | Torneio Início      |    |    | 1º |    |    |    |    |    |    |    |    |
| BCN/Osasco          | Copa São Paulo      |    |    |    | 1º |    |    |    |    |    |    |    |
| BCN/Osasco          | Campeonato Paulista |    |    |    | 2º |    |    |    |    |    |    |    |
| BCN/Osasco          | Superliga           |    |    |    |    | 3º |    |    |    |    |    |    |
| BCN/Osasco          | Campeonato Paulista |    |    |    |    | 2º |    |    |    |    |    |    |
| São José dos Campos | Liga do Vale SP     |    |    |    |    |    | 1º |    |    |    |    |    |
| BCN/Osasco          | Salonpas            |    |    |    |    |    | 1º |    |    |    |    |    |
| BCN/Osasco          | Campeonato Paulista |    |    |    |    |    | 1º |    |    |    |    |    |
| BCN/Osasco          | Grand Prix          |    |    |    |    |    | 1º |    |    |    |    |    |
| BCN/Osasco          | Superliga           |    |    |    |    |    |    | 2º |    |    |    |    |
| São Caetano         | Campeonato Paulista |    |    |    |    |    |    | 2º |    |    |    |    |
| São Caetano         | Grand Prix          |    |    |    |    |    |    | 3º |    |    |    |    |
| ACF Campos          | Salonpas            |    |    |    |    |    |    |    | 2º |    |    |    |
| ACF Campos          | Campeonato Carioca  |    |    |    |    |    |    |    | 1º |    |    |    |
| ACF Campos          | Supercopa           |    |    |    |    |    |    |    | 1º |    |    |    |
| Oi Campos           | Campeonato Carioca  |    |    |    |    |    |    |    |    | 2º |    |    |
| Oi Campos           | Superliga           |    |    |    |    |    |    |    |    |    | 3º |    |
| Rexona AdeS         | Campeonato Carioca  |    |    |    |    |    |    |    |    |    | 1º |    |
| Rexona AdeS         | Salonpas            |    |    |    |    |    |    |    |    |    | 2º |    |
| Rexona AdeS         | Superliga           |    |    |    |    |    |    |    |    |    | 1º |    |
| Rexona AdeS         | Salonpas            |    |    |    |    |    |    |    |    |    |    | 1º |
| Rexona AdeS         | Campeonato Carioca  |    |    |    |    |    |    |    |    |    |    | 1º |
| Rexona AdeS         | Superliga           |    |    |    |    |    |    |    |    |    |    | 1º |

#### 2007 – 2008
| Equipe                    | Competição         | 07 | 08 |
| ------------------------- | ------------------ | -- | -- |
| Rexona AdeS               | Campeonato Carioca | 1º |    |
| Rexona AdeS               | Salonpas           | 1º |    |
| Rexona AdeS               | Superliga          | 1º | 1º |
| Rexona AdeS               | Copa do Brasil     | 1º |    |
| Toyota Autobody Queenseis | Copa do Imperador  |    | 1º |

### Seleção Brasileira
| Competição                        | 2005 | 2006 |
| --------------------------------- | ---- | ---- |
| Torneio de Courmayer              | 1º   | 1º   |
| Montreux Volley Masters           | 1º   | 1º   |
| Grand Prix                        | 1º   | 1º   |
| Torneio Classificatório (Mundial) |      | 1º   |
| Campeonato Sul-Americano          | 1º   |      |
| Copa dos Campeões                 | 1º   |      |
| Copa Pan-Americana                |      | 1º   |